# NPM1
NPM1（nucleophosmin 1）またはヌクレオフォスミン（ヌクレオホスミン、NPM）、B23は、ヒトではNPM1遺伝子によってコードされているタンパク質である。

## 遺伝子
ヒトでは、NPM1遺伝子は5番染色体の長腕5q35領域に位置している。NPM1遺伝子の長さは23 kbで、12個のエクソンが含まれている。3種類の転写バリアントが記載されており、バリアント1によってコードされている最も長いアイソフォーム（294アミノ酸長）が、主要かつ最もよく研究されているものである。バリアント2はエクソン8がスキップされたもので、265アミノ酸長のアイソフォームである。このアイソフォームは詳細な特性解析がなされておらず、その機能や発現パターンは十分には解明されていない。バリアント3は代替的エクソン（エクソン10）を利用して産生されるもので、C末端配列が異なる259アミノ酸長のアイソフォームである。ヒトのNPM1のアイソフォーム1と3は、ラットではそれぞれB23.1、B23.2と呼ばれている。アイソフォーム1は核小体に局在しており、ラットのB23.1もそのように報告されている。一方、アイソフォーム3（B23.2）は核質または細胞質に局在し、正常なラットの組織やHeLa細胞ではアイソフォーム1よりも比較的低いレベルで発現している。アイソフォーム1と3はどちらも、アデノウイルスの塩基性タンパク質と複合体を形成したウイルスDNAの複製を刺激することが示されている。

## 機能
NPM1は核小体のリボヌクレオタンパク質構造に結合しており、一本鎖・二本鎖の核酸を結合するが、グアニン四重鎖構造を形成する核酸に選択的に結合する。リボソーム生合成に関与し、低分子量塩基性タンパク質の核小体への輸送を補助している可能性がある。NPM1はSENP3やSENP5を介したSUMO化経路の調節によって、リボソーム生合成を調節している。
NPM1は核小体に位置しているが、血清枯渇や抗がん剤処理時には核質へ移行する場合がある。NPM1はリン酸化、アセチル化、SUMO化、ユビキチン化、ポリADPリボシル化などさまざまな翻訳後修飾を受け、それによってさまざまな細胞機能が指示される。
NPM1は以下のような複数の機能を有する。
1. ヒストンシャペロン
2. リボソームの生合成と輸送
3. ゲノム安定性とDNA修復
4. エンドリボヌクレアーゼ活性
5. 細胞周期進行時の中心体の複製
6. ARF-p53がん抑制経路の調節
7. RNAヘリックスの不安定化
8. カスパーゼによって活性化されたDNase活性の阻害
9. 核小体に位置している場合にはアポトーシスの阻害

### 分子シャペロン・ヒストンシャペロン
NPM1はいくつかのタンパク質に対して分子シャペロンとして機能する。この活性には、N末端の疎水的なコアドメインと酸性配列が重要である。さらに、シャペロン活性を最大限に発揮するためにはオリゴマー化が必要であることが示されている。NPM1は特にリボソーム生合成時に、密な核小体の中でのタンパク質凝集の防止に関与していると予測されている。NPM1は、a) 温度依存的・非依存的なタンパク質凝集を防ぐ、b) いくつかのタンパク質の熱変性時に酵素活性を維持する、c) 変性したタンパク質の復元を促進する、d) 変性タンパク質に優先的に結合し、他のタンパク質との相互作用時に疎水的領域が露出する、といった分子シャペロンに特徴的ないくつかの性質を示す。NPM1はATPを結合することができるが、シャペロン機能にはATPの加水分解もATPの存在も必要としない。
NPM1はリボソーム前駆体粒子やその他の核小体タンパク質と結合することが知られている。リボソームタンパク質は生理的条件下では不溶性となる傾向があるため、NPM1は核小体内でリボソームタンパク質と結合し、それらを凝集から防いでリボソームサブユニットへの組み立てを促進していると考えられている。同様に、HIV-1のRevなど生理的条件下で不溶性の特定のウイルスタンパク質もNPM1に結合することで、凝集を防ぐとともに核や核小体への蓄積を可能にし、ウイルス粒子の組み立てを促進している。さらに、NPM1はNESとNLSを有するため核と細胞質を往復することができる。このことは、細胞質において翻訳と同時に生じるフォールディングを補助し、核や核小体への移行を促進するために役立っている可能性がある。
NPM1は非常に酸性度の高いタンパク質であり、塩基性のヒストンタンパク質と直接結合することができる。NPM1のヒストンへの結合は0.5 M KClという高塩濃度条件下でも維持され、静電的相互作用による強力な結合が生じていることが示唆される。しかしながら、NPM1のコアドメインの結晶構造からは、ヒストンへの結合を担っているのは静電的相互作用のみではないことが示唆されている。NPM1はコアヒストンの中でH2B、H3、H4とは直接結合するが、H2AとはH2A-H2B二量体またはコアヒストン八量体の状態でのみ結合する。NPM1はin vitroでヌクレオソームを組み立て、ヌクレオプラスミンと同様に精子のクロマチンを脱凝縮することができる。NPM1のヒストンシャペロン活性は転写時のヌクレオソームの解体に関与しており、結果として転写を活性化することが示唆されている。また、核小体の中でのヒストンシャペロンとしての機能も予測されている。NPM1の枯渇またはヒストンシャペロン活性を欠く変異体NPM1の過剰発現は、rDNAの転写の低下をもたらす。また、NPM1はリンカーヒストンH1にも結合することができ、クロマチンへの組み立てまたは解体を促進する。

### リボソーム生合成
NPM1は分子シャペロンである。NPM1はリボソーム前駆体とも結合することが観察されていたため、当初はリボソームの組み立て因子またはリボソームシャペロンであると考えられていた。NPM1がリボソーム生合成に関与していることを示唆する他の特性としては、核小体への局在、核と細胞質を往復する、核酸を結合し、リボソーム前駆体を輸送する能力を有することが挙げられる。NPM1はリボヌクレアーゼ活性も持ち、pre-5.8S rRNAをITS2内の特定の部位で切断する。NPM1のノックダウンはリボソームプロファイルの変化をもたらす。ARFによって誘導されるNPM1の分解は32S rRNAから28S rRNAへのプロセシングの欠陥を引き起こす。さらに、NPM1の核-細胞質間の移行を遮断することでリボソームサブユニットの核外搬出が阻害され、細胞成長速度の低下が引き起こされることから、NPM1がリボソーム前駆体の核外搬出に関与していることが示されている。NPM1は、RPL5、RPS9、RPL23を含む多くのリボソームタンパク質と相互作用する。NPM3はNPM1に結合し、リボソーム生合成を負に調節することが示されている。
多くのがん細胞では核小体が拡大しており、また高度に増殖を行っている細胞ではNPM1の過剰発現とリボソーム生合成の増大は良い相関を示す。そのため、NPM1はリボソーム生合成を制御することで細胞の増殖速度を制御している可能性がある。一方、NPM1ノックアウトマウスの胚は妊娠中期（交配後9.5–12.5日）まで生存するが、リボソーム生合成に関与している他のタンパク質pescadilloのノックアウトは桑実胚期（交配後2.5日）に致死となる。このことは、他のタンパク質がNPM1と重複する機能を果たしているためにNPM1はリボソーム生合成に必要不可欠ではない、もしくは卵母細胞におけるリボソームの貯蔵などNPM1喪失の影響を補償する他の要因が存在する、といった可能性を示唆している。

## 転写調節における役割
NPM1はRNAポリメラーゼIIによって駆動される転写の重要なコアクチベーターであることが示されている。NPM1はアセチル化によってヒストンへの結合とシャペロン活性が高まることで、この活性が高まる。未修飾やリン酸化型のNPM1が核小体に局在しるのとは対照的に、アセチル化されたNPM1は核質に異なるプールとして存在している。ChIP-Seqを用いたゲノムワイドプロファイリングによって、アセチル化NPM1は多くの遺伝子のプロモーターの転写開始部位にRNAポリメラーゼと共存在していることが明らかにされている。

## 臨床的意義
NPM1のアップレギュレーション、変異、染色体転座は多くの腫瘍種で観察される。NPM1が関わる染色体異常は、非ホジキンリンパ腫、急性前骨髄球性白血病、骨髄異形成症候群、急性骨髄性白血病の患者にみられる。
急性骨髄性白血病においてはNPM1の関与は特に重要であり、患者の細胞質には折りたたまれたC末端ドメインを欠く変異タンパク質（NPM1c+）が観察される。この異常な局在は疾患の発症と関連しており、一方でこのサブタイプは臨床転帰の良さと関連している。このサブタイプの急性骨髄性白血病に対する戦略としては、薬理学的シャペロンを用いてC末端ドメインを再フォールディングし、核小体へ送ることなどが挙げられる。またDNMT3Aに変異を有するクローン性造血では、その後のNPM1の変異によって明白な骨髄増殖性腫瘍への進行が駆動されることが示されている。
さらに、NPM1は胃がん、結腸がん、乳がん、卵巣がん、膀胱がん、口腔がん、甲状腺がん、脳腫瘍、肝臓がん、前立腺がん、多発性骨髄腫など多くのがんで過剰発現している。またNPM1の過剰発現は肝細胞がんの臨床的特徴と良く相関しており、肝細胞がんの診断マーカーとしての可能性が示唆されている。口腔扁平上皮がんにおいても、腫瘍のグレードが高まるにつれてNPM1の過剰発現と高アセチル化は進行する。膀胱がんでは、NPM1の過剰発現は再発や進行との良好な相関がみられる。乳がん細胞においては、NPM1の過剰発現はエストロゲン非依存性の獲得と関連している。NPM1は発がん性転写因子c-mycの直接的な転写標的となっており、NPM1のアポトーシスを抑制しDNA修復を促進する能力は過剰発現腫瘍細胞の生存をもたらしている可能性がある。これらの研究は、NPM1の過剰発現が腫瘍発生を促進し、したがってがん原遺伝子として機能している可能性を示唆している。

## 発見
NPM1はラットの肝細胞やノビコフ肝癌腹水細胞において、核小体リン酸化タンパク質として最初に発見された。二次元電気泳動ゲルのBセクションにおいて泳動度が大きい方から23番目のスポットであったためB23と命名された。核マトリックス（nuclear matrix）と強固に結合していることからnumatrinという命名も他のグループによって独立になされており、ヒトB細胞において分裂促進シグナルによって発現が誘導されることが明らかにされた。また同時期に、ツメガエルのNO38タンパク質が発見され、このタンパク質がツメガエルのヌクレオプラスミン、そしてラットのB23タンパク質と相同であることが明らかにされた。

## 構造
NPM1タンパク質は、NPMファミリーの間で保存され、重要かつ明確な機能を有する配列モチーフを含むいくつかのドメインへ分割される。NPM1はN末端のコアドメイン、 acidic stretches, basic domain、aromatic domainから構成される。さらに、核外搬出シグナル（NES）、核局在化シグナル（NLS）、核小体局在化シグナル（NoLS）といった配列モチーフが、NPM1が多様な機能を発揮すために必要な核小体への局在や核-細胞質間の往復に重要な役割を果たしている。
N末端ドメインはコアドメインとも呼ばれ、NPMファミリーのタンパク質の中で最も保存性が高いドメインである。このドメインはプロテアーゼ耐性を有する明確な構造へとフォールディングし、これらのタンパク質のオリゴマー化やシャペロン活性を担っている。NPM1のコアドメイン（9–122番残基）の結晶構造では、このドメインは4本のストランドからなるβシート2つによるβサンドイッチ構造を形成し、単量体間の疎水的相互作用により五量体を形成することが示されている。さらに、2つの五量体はhead-to-head型に結合して十量体構造を形成する。ヒトNPM1コアドメインの結晶構造と、ツメガエルのNO38、ツメガエルのヌクレオプラスミン、ショウジョウバエのヌクレオプラスミン様タンパク質（dNPL）のコアドメインとの比較では、単量体構造と五量体構造の双方においてNPMファミリータンパク質間で高度の類似性がみられることが示されている。
一方で、NPM1とその他のタンパク質では五量体間の相互作用面には差異がみられ、一方の五量体を重ね合わせた際の他方の五量体の位置には、ツメガエルのNO38との比較では約20°、ツメガエルのヌクレオプラスミンとの比較では約10°の回転オフセットが観察される。こうした構造的可塑性は、五量体間の相互作用面が小さく、そして相互作用面での極性相互作用に直接関与している残基が限られているためである可能性が高い。こうした差異はそれぞれのヒストンシャペロンとしての機能や基質選択性の差異に大きな意味を有している可能性がある。ヒストン八量体との相互作用においては、H2A-H2B二量体またはH3-H4四量体のいずれかNPM1の十量体リングの側面に接触すると考えられている。

## 相互作用
NPM1は次に挙げる因子と相互作用することが示されている。 
- AKT1（英語版）[57]
- BARD1（英語版）[58]
- BRCA1[58]
- ヌクレオリン（英語版）[59]
- リンカーヒストンH1[25]

## 関連文献
- “Nucleolar protein B23/nucleophosmin regulates the vertebrate SUMO pathway through SENP3 and SENP5 proteases”. The Journal of Cell Biology 183 (4):  589–595. (November 2008). doi:10.1083/jcb.200807185. PMC 2582899. PMID 19015314.
- “The nucleolar SUMO-specific protease SENP3 reverses SUMO modification of nucleophosmin and is required for rRNA processing”. EMBO Reports 9 (3):  273–279. (March 2008). doi:10.1038/embor.2008.3. PMC 2267381. PMID 18259216.
- “Roles of HIV-1 auxiliary proteins in viral pathogenesis and host-pathogen interactions”. Cell Research 15 (11–12):  923–934. (2006). doi:10.1038/sj.cr.7290370. PMID 16354571.
- “DNA damage, p14ARF, nucleophosmin (NPM/B23), and cancer”. Journal of Molecular Histology 37 (5–7):  239–251. (September 2006). doi:10.1007/s10735-006-9040-y. PMID 16855788.
- “Nucleophosmin gene mutations in acute myeloid leukemia”. Archives of Pathology & Laboratory Medicine 130 (11):  1687–1692. (November 2006). doi:10.5858/2006-130-1687-NGMIAM. PMID 17076533.
- “Translocations and mutations involving the nucleophosmin (NPM1) gene in lymphomas and leukemias”. Haematologica 92 (4):  519–532. (April 2007). doi:10.3324/haematol.11007. hdl:2434/424144. PMID 17488663.
- “Specific complex of human immunodeficiency virus type 1 rev and nucleolar B23 proteins: dissociation by the Rev response element”. Molecular and Cellular Biology 11 (5):  2567–2575. (May 1991). doi:10.1128/MCB.11.5.2567. PMC 360026. PMID 2017166.
- “Functional domains of the HIV-1 rev gene required for trans-regulation and subcellular localization”. Virology 176 (1):  39–47. (May 1990). doi:10.1016/0042-6822(90)90228-J. PMID 2109912.
- “Identification of sequences important in the nucleolar localization of human immunodeficiency virus Rev: relevance of nucleolar localization to function”. Journal of Virology 64 (2):  881–885. (February 1990). doi:10.1128/JVI.64.2.881-885.1990. PMC 249184. PMID 2404140.
- “Amino acid sequence of a specific antigenic peptide of protein B23”. The Journal of Biological Chemistry 261 (30):  14335–14341. (October 1986). doi:10.1016/S0021-9258(18)67023-1. PMID 2429957.
- “Isolation and characterization of a molecular cDNA clone of a human mRNA from interferon-treated cells encoding nucleolar protein B23, numatrin”. Biochemical and Biophysical Research Communications 164 (1):  176–184. (October 1989). doi:10.1016/0006-291X(89)91699-9. PMID 2478125.
- “Nucleotide sequence of a cDNA clone representing a third allele of human protein B23”. Nucleic Acids Research 17 (23):  10112. (December 1989). PMC 335249. PMID 2602120.
- “Characterization of the cDNA encoding human nucleophosmin and studies of its role in normal and abnormal growth”. Biochemistry 28 (3):  1033–1039. (February 1989). doi:10.1021/bi00429a017. PMID 2713355.
- “The nucleotide sequence of a human cDNA encoding the highly conserved nucleolar phosphoprotein B23”. Biochemical and Biophysical Research Communications 163 (1):  72–78. (August 1989). doi:10.1016/0006-291X(89)92100-1. PMID 2775293.
- “Amino acid sequence of protein B23 phosphorylation site”. The Journal of Biological Chemistry 261 (4):  1868–1872. (February 1986). doi:10.1016/S0021-9258(18)67023-1. PMID 3944116.
- “In vitro and ex vivo expression of nucleolar proteins B23 and p120 in benign and malignant epithelial lesions of the prostate”. Modern Pathology 8 (3):  226–231. (April 1995). PMID 7542384.
- “The roles of nucleolar structure and function in the subcellular location of the HIV-1 Rev protein”. Journal of Cell Science 108 ( Pt 8) (8):  2811–2823. (August 1995). doi:10.1242/jcs.108.8.2811. PMID 7593322.
- “The cytotoxicity of human immunodeficiency virus type 1 Rev: implications for its interaction with the nucleolar protein B23”. Experimental Cell Research 219 (1):  93–101. (July 1995). doi:10.1006/excr.1995.1209. PMID 7628555.
- “Interaction of nucleolar protein B23 with peptides related to nuclear localization signals”. Biochemistry 34 (25):  8037–8042. (June 1995). doi:10.1021/bi00025a009. PMID 7794916.
- “Construction of a human full-length cDNA bank”. Gene 150 (2):  243–250. (December 1994). doi:10.1016/0378-1119(94)90433-2. PMID 7821789.
- “Spatial association of HIV-1 tat protein and the nucleolar transport protein B23 in stably transfected Jurkat T-cells”. Archives of Virology 139 (1–2):  133–154. (1995). doi:10.1007/BF01309460. PMID 7826206.
- “Identification of the nuclear and nucleolar localization signals of the protein p120. Interaction with translocation protein B23”. The Journal of Biological Chemistry 269 (38):  23776–23783. (September 1994). doi:10.1016/S0021-9258(17)31583-1. PMID 8089149.